# Josep Voltas i Viñas
Josep Voltas i Viñas (Sant Martí de Provençals, 9 de març del 1877 - Barcelona, 9 de març del 1947) va ser un compositor i director de corals català.

## Biografia
Després d'haver estudiat música, es dedicà a la direcció coral. Juntament amb Josep Calduch fundà La Lira Martinenca i l'Orfeó Martinenc (1910), que dirigiria el 1940 el seu fill Joaquim Voltas. Fou director d'un nombre de cors claverians, com:
(dates aproximades)
- el Cor infantil Doctor Robert de l'Hospitalet de Llobregat (1912-1913);
- L'Agrícola de Castellbisbal (1913);
- l'Orfeó Infantil de l'Associació Euterpense (1915-1935);
- La Viola Barcelonesa (el 1922);
- L'Estrella de Vilassar de Dalt (1925-1932);
- El Nivell de Sants (el 1933-1935)
- La Perla Agustinenca; Centre i Energia de la Roca del Vallès; Joventut Tianense de Tiana; La Viola de Martorelles; La Colònia Güell; La Violeta de Centelles[2]

També va ser mestre auxiliar i subdirector de l'Orfeó Gracienc (1913). L'any 1908 Valentí Martínez fundà la "Institución Horaciana de Cultura" dins de l'Associació Euterpense, una escola de música com a mitjà per millorar el nivell artístic dels cors de Clavé, i Josep Voltas la dirigí durant molts anys.
Com a compositor destacà per la sardana La dansa de l'amor però fou autor de més de cent cinquanta obres més, per a veu sola o amb acompanyament de cobla o orquestra. Moltes peces seves, gairebé sempre amb lletra de Joan Plana i Llobet, (hom també les ha atribuïdes -erròniament- al contemporani Joan Planas Feliu) s'interpreten regularment en cantades de caramelles per Pasqua.
El seu fill, Joaquim Voltas i Pagès va ser també músic i compositor. Un net seu, Jordi Voltas Nadal, és dramaturg, director d'escena i escenògraf; i una neta, Rosa Voltas i Nadal, és directora de coral.
El fons personal de Josep Voltas es conserva a la Biblioteca de Catalunya.

## Obres
Selecció
- Al cant de la pastora, per a cor a tres veus[5]
- Al redós de la tomba (1935), amb lletra de Juli Balaguer
- Cançó de Magalí
- Cançó de primavera, lletra d'Isidre Casadevall
- Cant de l'estrella, lletra de Bernat Fargas
- Un cant festiu, vals-jota
- Cants de muntanya, lletra de Joan Plana
- La dansa pairal
- La festa de Pasqua, vals
- La festa dels cantaires, vals caramelles a tres veus amb acompanyament d'orquestra
- Flores de estío (1921), fox-trot
- La florida dels amors, amb lletra d'Antoni Bori i Fontestà
- La font freda
- Goig de Pasqua
- Goig i alegria, vals caramelles amb lletra de Joan Plana
- Himne a la gent de camp que viu a la ciutat, amb lletra de Felicià Pla
- Himne a l'arbre (1940)
- Himne a Santa Coloma de Gramanet (1933)
- Negada d'amor, amb lletra d'Isidre Casadevall
- La meva barqueta, lletra de Joan Plana
- La nevada (1925)
- Nostres cançons
- Ofrena a Clavé (1935), amb lletra d'E. Ràfols
- Ofrena de goig i amor
- Pasqua Joiosa, caramelles amb lletra de Ramon Blasi i Rabassa
- Pau i amor, lletra de Bartomeu Serra
- Perfums i flors belles, vals
- Salutació pasqual, lletra de Bartomeu Serra
- Sardanes: Anant a la font; Camí de les coves; La cançó dels pastors (lletra de Joan Plana, enregistrada[6]); La cançó dels veremadors (lletra de Joan Plana); La dansa de l'amor (1922, lletra de Joan Plana, enregistrada diverses vegades[7]); La festa de la vila (1963, amb lletra de Joan Plana); La festa major (a tres veus, amb lletra de Joan Plana); Les roselles (amb lletra de Joan Plana, enregistrada pels Pescadors de l'Escala); Sol i ginesta (amb lletra de Joan Plana, enregistrada[8]); Totes les Margaridetes[9]